# Jordan Burroughs
Pour les articles homonymes, voir Burroughs.
Jordan Ernest Burroughs, né le 8 juillet 1988 à Camden (New Jersey) , est un lutteur libre américain.
Le 10 août 2012, il devient champion olympique de lutte libre en moins de 74 kg, ayant battu en finale l'Iranien Sadegh Goudarzi.

## Palmarès

### Jeux olympiques
- Médaille d'or en catégorie des moins de 74 kg aux Jeux olympiques d'été de 2012 à Londres

### Championnats du monde
- Médaille d'or en catégorie des moins de 74 kg aux Championnats du monde de lutte 2017 à Paris
- Médaille d'or en catégorie des moins de 74 kg aux Championnats du monde de lutte 2011 à Istanbul
- Médaille d'or en catégorie des moins de 74 kg aux Championnats du monde de lutte 2013 à Budapest
- Médaille d'or en catégorie des moins de 74 kg aux Championnats du monde de lutte 2015 à Las Vegas
- Médaille de bronze en catégorie des moins de 74 kg aux Championnats du monde de lutte 2014 à Tachkent

### Jeux panaméricains
- Médaille d'or en catégorie des moins de 74 kg aux Jeux panaméricains de 2011 à Guadalajara
- Médaille d'or en catégorie des moins de 74 kg aux Jeux panaméricains de 2015 à Toronto

### Championnats panaméricains
- Médaille d'or en catégorie des moins de 74 kg aux Championnats panaméricains 2014 à Mexico